# Balkanheivlinder
De Balkanheivlinder (Hipparchia volgensis) is een vlinder uit de onderfamilie Satyrinae van de familie Nymphalidae, de vossen, parelmoervlinders en weerschijnvlinders.
De Balkanheivlinder komt alleen voor in een gebied ten noorden van de Kaspische Zee in Rusland en op de Balkan. Op de Balkan komt de soort vooral in het westen voor, en in het oosten in gebieden tegen de Zwarte Zee, één op de grens van Bulgarije en Turkije en een andere in Roemenië. De vlinder vliegt op hoogtes van 600 tot 1500 meter boven zeeniveau, soms tot 2500 meter boven zeeniveau. De habitat is droog grasland, rotshellingen en open bos.
De Balkanheivlinder vliegt van mei tot in september in een jaarlijkse generatie.